# Kader Bamba
Abdoul Kader Bamba, noto come Kader Bamba (Sarcelles, 25 aprile 1994), è un calciatore francese, centrocampista del Clermont Foot.

## Biografia
Nato a Sarcelles, in Francia, ha origini ivoriane e senegalesi.

## Caratteristiche tecniche
È un esterno sinistro noto per la sua capacità nei dribbling. Nella stagione 2019-2020 si è classificato tra i primi dieci calciatori europei per dribbling con 7,4 dribbling a partita.

## Carriera

### Inizi
Cresciuto nelle giovanili del Tolosa, dopo aver giocato a livello amatoriale con Sedan e Le Mans, il 27 maggio 2018 viene acquistato dal Nantes, con cui ha esordito in Ligue 1 l'11 agosto 2019 subentrando a Charles Traoré al'87' dell'incontro perso 2-1 contro il Lilla.

### Nantes e prestito all'Amiens
Affermatosi gradualmente come titolare durante la stagione 2019-20 grazie ad ottime prestazioni, il 22 febbraio 2020 è stato protagonista della vittoria dei canarini sull'Olympique Marsiglia, segnando una rete (poi premiata come una delle migliori 10 della stagione) e fornendo un assist nel 1-3 finale allo Stade Vélodrome.
Durante la stagione seguente diventa rapidamente un "sostituto di lusso" per il club gialloverde, segnando anche dei gol decisivi da subentrato contro Angers, Brest e Lorient. Nella seconda parte della stagione, tuttavia, viene messo fuori rosa per ragioni disciplinari concludendo la stagione con il Nantes 2.
Rimasto ormai senza possibilità di essere reintegrato in prima squadra, il 31 agosto 2021 si trasferisce a titolo temporaneo all'Angers. Quattro giorni dopo debutta in Ligue 2 in una pareggio contro il Quevilly-Rouen (1-1), nella quale segnan anche la prima rete con la nuova maglia.
Dopo aver totalizzato due reti in 31 presenze con i bianconeri fa ritorno a Nantes. Inserito nella rosa della prima squadra, inizia la stagione 2022-2023 ottenendo la prima convocazione alla quinta uscita stagionale, il 28 agosto 2022, per la partita di campionato contro il Olympique Marsiglia, senza giocare.
Torna titolare con la maglia dei canarini la settimana successiva nel pareggio esterno contro lo Strasburgo (1-1).
Il 6 ottobre, debutta nelle competizioni confederali disputando da subentrato la gara di Europa League persa 2-0 contro il Friburgo.

### Saint-Étienne e ritorno al Nantes
Il 14 gennaio 2023, dato il poco spazio trovato tra le file dei canarini, viene acquistato a titolo temporaneo dal Saint-Étienne. Due giorni dopo debutta in Ligue 2, subentrando a Mathieu Cafaro nella vittoria esterna per 0-1 contro il Niort.
Nonostante un buon esordio con la maglia dei verts, a fine gennaio viene colpito da un infortunio che lo costringe a stare fuori dal campo.
Tornato a giocare, il 18 marzo, in occasione della gara contro la capolista Le Havre segna la prima rete in maglia biancoverde. Si ripete nelle successive gare conclude l'annata con un bottino di quattro reti in 14 presenze.
A fine prestito fa ritorno al Nantes, con cui milita per un'altra stagione prima di rimanere svincolato.

### Clermont Foot
Rimane senza squadra sino al 20 gennaio 2025, giorno in cui viene acquistato dal Clermont Foot.

## Statistiche

### Presenze e reti nei club
Statistiche aggiornate al 20 gennaio 2025.
| Stagione        | Squadra         | Campionato      | Campionato | Campionato | Coppe nazionali | Coppe nazionali | Coppe nazionali | Coppe continentali | Coppe continentali | Coppe continentali | Altre coppe | Altre coppe | Altre coppe | Totale | Totale |
| Stagione        | Squadra         | Comp            | Pres       | Reti       | Comp            | Pres            | Reti            | Comp               | Pres               | Reti               | Comp        | Pres        | Reti        | Pres   | Reti   |
| --------------- | --------------- | --------------- | ---------- | ---------- | --------------- | --------------- | --------------- | ------------------ | ------------------ | ------------------ | ----------- | ----------- | ----------- | ------ | ------ |
| 2016-2017       | Le Mans         | CFA2            | 11         | 0          | CF              | 0               | 0               |                    | -                  | -                  |             | -           | -           | 11     | 0      |
| 2017-2018       | Le Mans         | N2              | 20         | 2          | CF              | 2               | 0               |                    | -                  | -                  |             | -           | -           | 22     | 2      |
| Totale Le Mans  | Totale Le Mans  | Totale Le Mans  | 31         | 2          |                 | 2               | 0               |                    | -                  | -                  |             | -           | -           | 31     | 2      |
| 2018-2019       | Nantes 2        | N2              | 25         | 10         | CF              | 0               | 0               | -                  | -                  | -                  | -           | -           | -           | 25     | 10     |
| 2019-2020       | Nantes          | L1              | 27         | 1          | CF+CLF          | 1+2             | 0+0             | -                  | -                  | -                  | -           | -           | -           | 30     | 1      |
| 2020-2021       | Nantes          | L1              | 29         | 3          | CF              | 1               | 2               | -                  | -                  | -                  | -           | -           | -           | 30     | 5      |
| 2021-2022       | Angers          | L1              | 28         | 2          | CF              | 3               | 0               | -                  | -                  | -                  | -           | -           | -           | 31     | 2      |
| 2022-gen. 2023  | Nantes          | L1              | 4          | 0          | CF              | 1               | 0               | UEL                | 4                  | 0                  | SF          | 0           | 0           | 9      | 0      |
| gen.-giu. 2023  | Saint-Étienne   | L2              | 14         | 4          | CF              | 0               | 0               | -                  | -                  | -                  | -           | -           | -           | 14     | 4      |
| 2023-2024       | Nantes          | L1              | 23         | 2          | CF              | 2               | 1               | -                  | -                  | -                  | -           | -           | -           | 25     | 3      |
| Totale Nantes   | Totale Nantes   | Totale Nantes   | 83         | 6          |                 | 7               | 3               |                    | 4                  | 0                  |             | -           | -           | 94     | 9      |
| gen.-giu. 2025  | Clermont Foot   | L2              | 8+2        | 0          | CF              | -               | -               | -                  | -                  | -                  | -           | -           | -           | 10     | 0      |
| 2025-2026       | Clermont Foot   | L2              | 0          | 0          | CF              | -               | -               | -                  | -                  | -                  | -           | -           | -           | 0      | 0      |
| Totale Clermont | Totale Clermont | Totale Clermont | 10         | 0          |                 | -               | -               |                    | -                  | -                  |             | -           | -           | 10     | 0      |
| Totale carriera | Totale carriera | Totale carriera | 191        | 24         |                 | 12              | 3               |                    | 4                  | 0                  |             | -           | -           | 207    | 27     |